# Madonna di Pietraquaria
La Madonna di Pietraquaria (en español: Virgen de Pietraquaria o Madona de Pietraquaria) es una advocación mariana y el título bajo el cual la Virgen María es venerada en la ciudad de Avezzano, en Abruzos, Italia. 
Coronada canónicamente el 16 de septiembre de 1838 por el papa Gregorio XVI, el 1 de enero de 1978 Maria Santissima di Pietraquaria fue proclamada patrona de Avezzano, celebrándose fiestas y ceremonias en su honor del 25 al 27 de abril.

## Historia

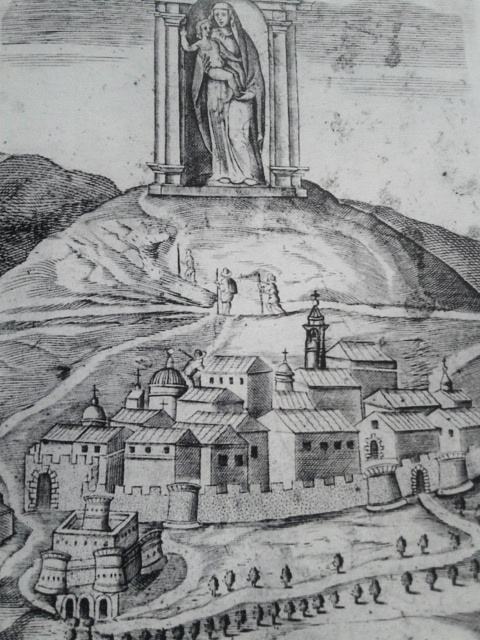
La Madonna di Pietraquaria protegiendo la ciudad de Avezzano (serigrafía de Fedele De Bernardinis, 1791).

### Orígenes

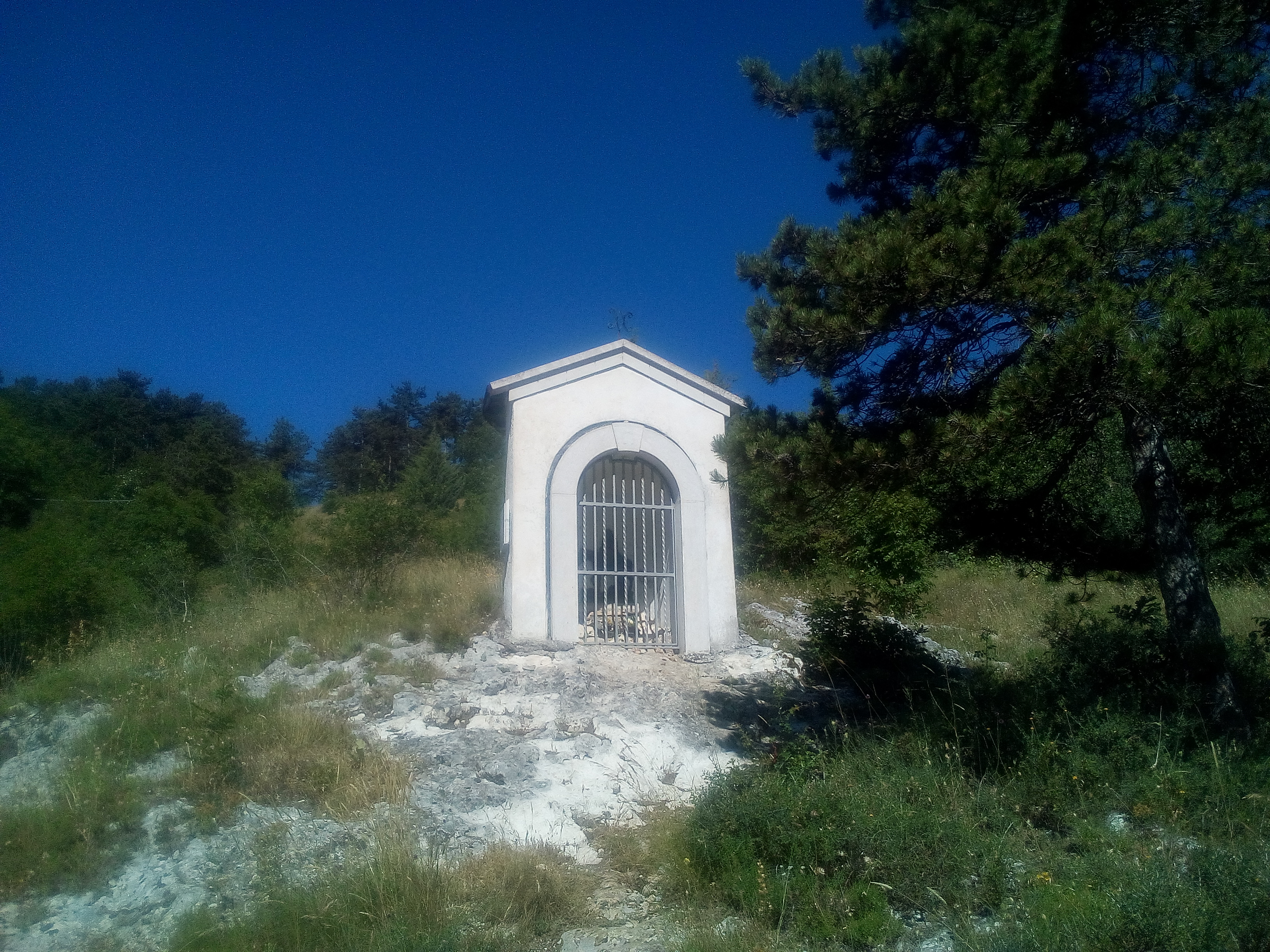
Capilla erigida en el lugar donde se produjo la aparición de la Virgen.

El origen del culto a la Madonna di Pietraquaria está relacionado con la ciudad medieval de Pietra Aquaria (literalmente «piedra de agua»), ubicada en la cima del monte Salviano desde el siglo x, lugar en el que, según una bula del papa Clemente III fechada en el siglo xii, había tres pequeños edificios religiosos: las iglesias de San Pedro, San Juan y Santa María (en esta última se custodiaba una pintura de la Virgen con el Niño).

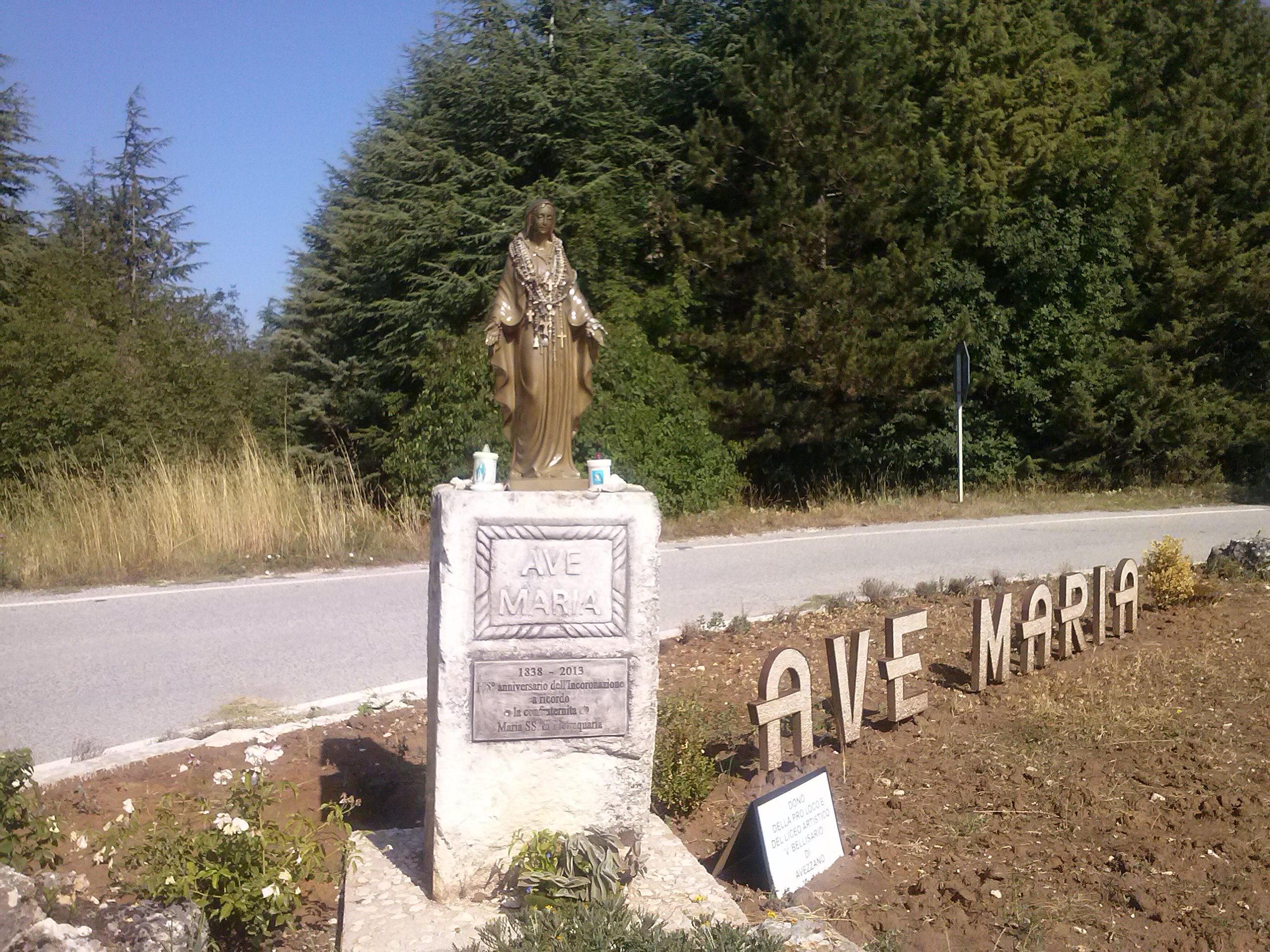
Estatua de la Virgen y placa conmemorativa de la coronación.

En la Edad Media, Pietra Aquaria constituía un importante feudo independiente del condado de Albe, tal y como puede deducirse del Catalogus Baronum de 1187 y de la bula papal de Clemente III. En 1268 la ciudad resultó devastada por el ejército de Carlos de Anjou, quien tras la victoria en la Batalla de Tagliacozzo deseaba tomar venganza contra las aldeas cuyos habitantes se habían aliado con los gibelinos de Conradino de Hohenstaufen. Pese a que los aldeanos se dispersaron por el monte Salviano, fueron forzados a descender del mismo y a reunirse en Pantano, en la plaza posteriormente dedicada a San Bartolomé (cerca de Avezzano), junto con gente de otros pueblos, siendo Albe igualmente saqueado por los angevinos.
La tradición sostiene que la imagen de la Madona permaneció por siglos entre las ruinas de la iglesia del monte Salviano que la custodiaba, siendo recuperada tras un milagroso encuentro entre la Virgen y un pastorcillo sordomudo, lo que se tradujo en la reconstrucción del templo. De acuerdo con la obra Historiae Marsorum, de Muzio Febonio, en 1614 se produjo la rehabilitación de la iglesia, la cual fue ampliada, tal y como consta en la subsecuente declaración jurada por parte del notario Pietro Orlandi con motivo de la coronación de la Virgen.

### Aparición
La tradición oral afirma que la Virgen se apareció vestida de blanco y a lomos de una mula a un joven sordomudo de Avezzano que estaba mirando las aguas de Fucino mientras pastoreaba un rebaño en el monte Salviano. La Madona se dirigió al muchacho con tiernas palabras, las cuales el joven pudo escuchar milagrosamente pese a su discapacidad, pidiéndole la reconstrucción de su iglesia por los habitantes de Avezzano. El pastorcillo bajó corriendo y, tan pronto llegó a la ciudad, se dirigió al cura de la parroquia, a quien transmitió el mensaje: reparar la Iglesia de Santa María y colocar nuevamente la imagen en el altar. 
La Capilla de la Aparición, situada a lo largo del Via Crucis del monte Salviano, conserva la huella que la mula sobre la que apareció la Virgen dejó grabada en una piedra, la cual golpeó con una de sus pezuñas antes de desaparecer. La reedificación del templo se realizó en 1614, creciendo al poco tiempo el culto a la Virgen de Pietraquaria entre los habitantes de Avezzano.

### Milagros

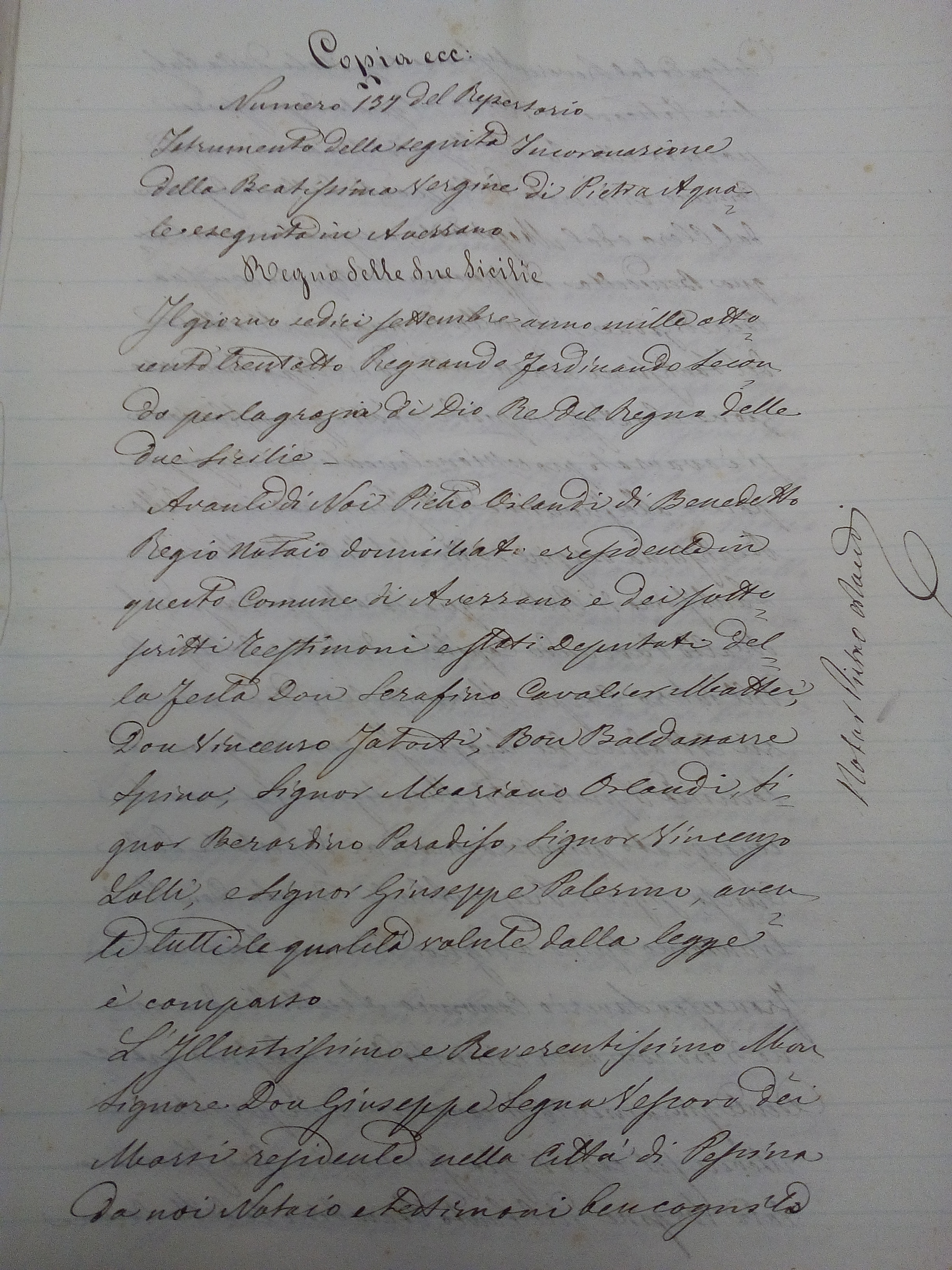
Copia de una página de la declaración jurada de 1838.

La Madonna di Pietraquaria es acreedora de numerosos milagros, motivo por el que la imagen fue solemnemente coronada en 1838:
- Cese de una sequía el 27 de abril de 1779 tras una procesión de penitencia, estableciéndose ese día como fiesta anual (previamente la festividad se celebraba el cuarto domingo de mayo). Ese año, los habitantes de Avezzano tuvieron serias dificultades debido a una larga sequía la cual causó numerosos estragos, entre ellos la escasez de alimentos. Tras rezar continuamente a la Virgen, se realizó una procesión el 27 de abril desde el santuario dedicado a ella en el monte Salviano hasta el centro de la ciudad;[11] cuando la comitiva accedió a la calle Nápoles, una tormenta milagrosa puso fin a la sequía.[12] El mismo año, gracias a las ofrendas y donativos de los ciudadanos, la iglesia fue ampliada y el culto a la Madonna di Pietraquaria aumentó.[13]
- Liberación de la invasión francesa a comienzos del siglo xix.
- Liberación del saqueo de Avezzano por los franceses y eliminación de los bandidos que habían ocupado la zona a principios del siglo xix.
- Cese de inundaciones en 1836.
- Cese del cólera en 1837.
- El 27 de abril de 1944, un Boeing B-17 Flying Fortress despegó con el fin de arrasar Avezzano, en aquel entonces un importante cruce ferroviario. Ese mismo día, una densa niebla cubrió la ciudad y, en consecuencia, las Fuerzas Aliadas tuvieron que buscar otro objetivo.[14]

Sumado a lo anterior, en el Santuario de Pietraquaria se pueden admirar cerca de cien exvotos donados por quienes consideraron que habían obtenido favores de la Virgen.

### Icono

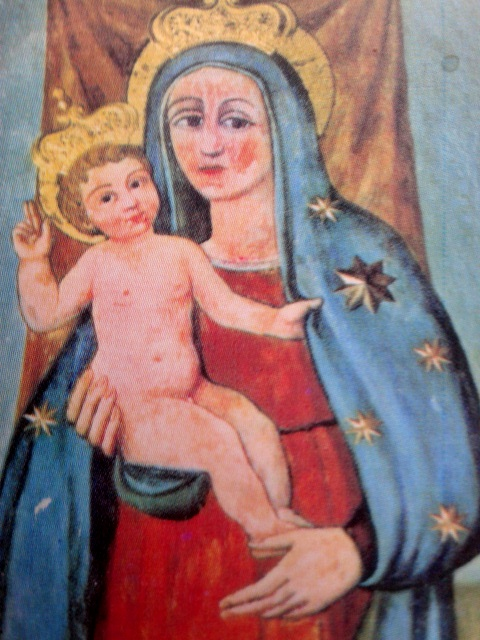
Icono de la Madonna di Pietraquaria (anónimo, siglos xiii-xiv)

La pequeña Iglesia de Santa María alberga la pintura que representa a la Virgen. Los acontecimientos de la Batalla de Tagliacozzo llevaron a la destrucción de la aldea de Pietra Aquaria y obligaron a sus habitantes a reunirse en Pantano, en la llanura donde se encuentra Avezzano actualmente. Tras la devastación por parte de los angevinos, la imagen de la Virgen permaneció milagrosamente intacta entre las ruinas de la Iglesia de Santa María. La pintura, realizada sobre madera en estilo bizantino por un autor desconocido, fue modificada en los primeros años del Risorgimento hasta alcanzar un estilo renacentista, efectuándose la última intervención en 1949 por parte del artista Enrico Vivio.
La Madona figura de pie, vestida con una túnica roja y un manto azul estrellado; sujeta al Niño Jesús con su brazo derecho mientras este apoya la planta de su pie izquierdo en la mano izquierda de la Virgen. El Niño aparece desnudo y bendiciendo con su mano derecha a la vez que gentilmente sujeta el dobladillo del manto de su madre con la mano izquierda. Tras la coronación de 1838, se añadieron dos diademas doradas.

### Coronación
El 16 de septiembre de 1838 tuvo lugar la coronación solemne. En 1891, tras nuevas ampliaciones de la iglesia, se estableció la Confraternita di Maria Santissima di Pietraquaria (Confraternidad de María Santísima de Pietraquaria), oficialmente reconocida por la diócesis de Marsi. Sobre un pedestal en el monte Salviano se halla una estatua de la Madona bajo la cual se colocó en 2013 una placa en recuerdo de la coronación, instalada por el Pro loco de Avezzano en colaboración con la Confraternidad local.

## Confraternidad
La Confraternidad de María Santísima de Pietraquaria fue establecida por el obispo de Marsi monseñor Enrico De Dominicis con una bula episcopal el 8 de junio de 1891. La Confraternidad inició sus actividades el 27 de septiembre de ese mismo año dedicando grandes espacios a la evangelización, la educación y obras de caridad con el fin de seguir los dictámenes del Concilio Vaticano II.

## Festividad

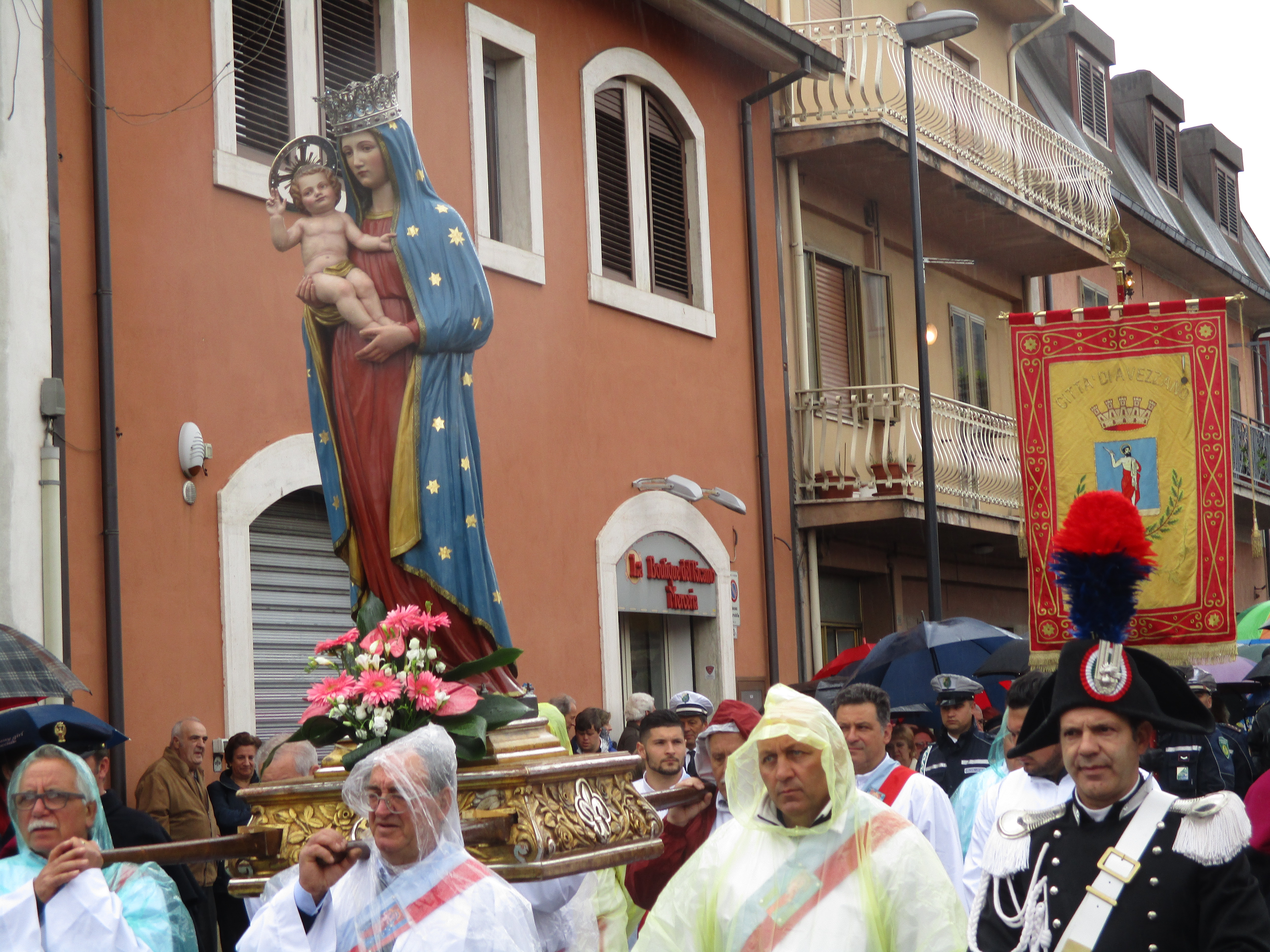
Procesión de la Madonna di Pietraquaria.

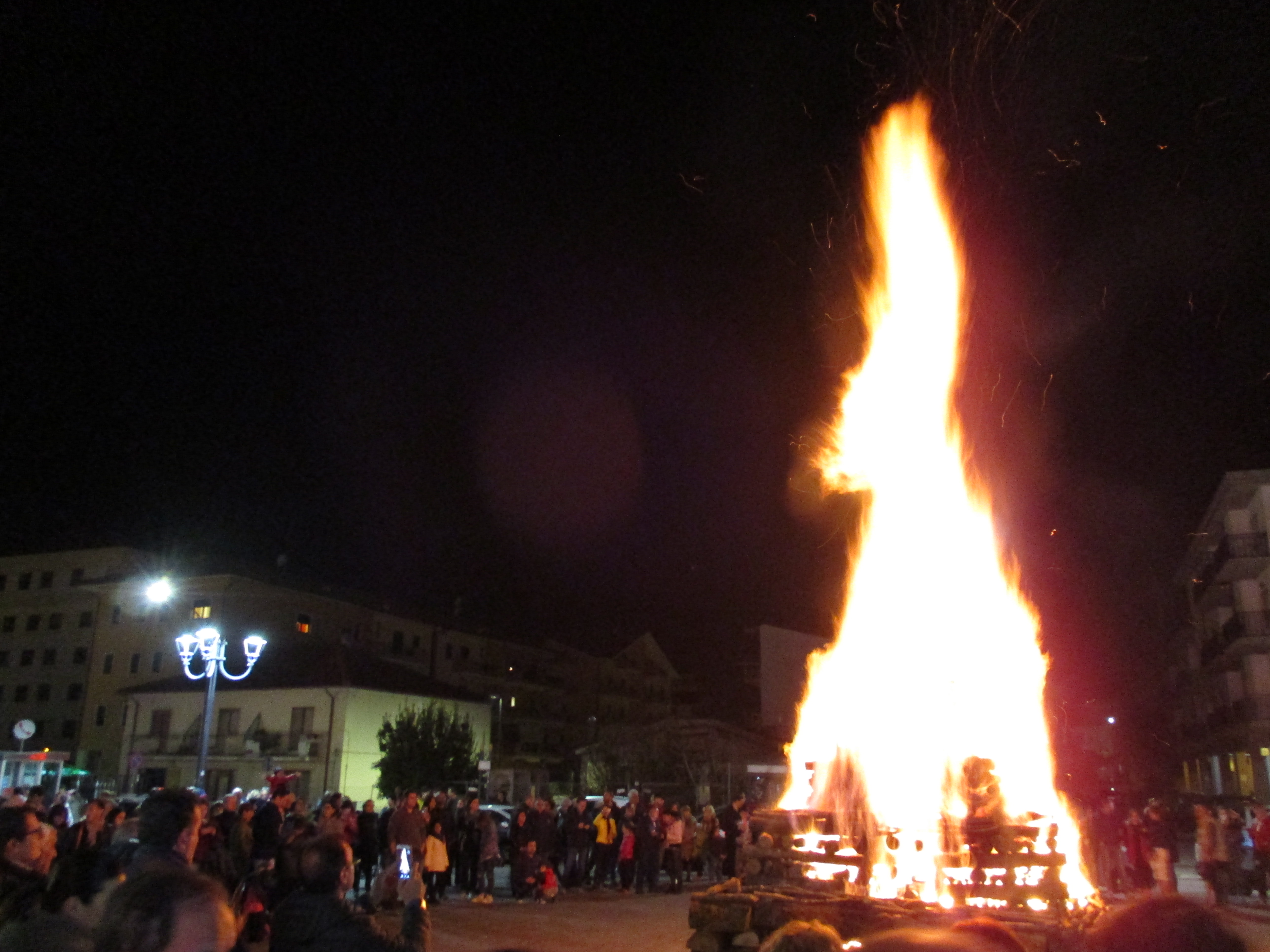
Focaraccio en el distrito de Madonna del Passo, Avezzano.

La fiesta en honor a la  Madonna di Pietraquaria tiene carácter anual y se extiende del 25 al 27 de abril. El primer día tiene lugar la tradicional feria de Pietraquaria, organizada por el assessore de actividades productivas del municipio de Avezzano. Se realizan generalmente cientos de exposiciones a lo largo de las calles del centro de la ciudad y la feria cuenta así mismo con la presencia de organizaciones sin ánimo de lucro. Durante el evento, la CIDEC (Confederación Italiana de Comerciantes y Tenderos) organiza mercadillos de antigüedades en la céntrica Plaza Risorgimento.
Desde 1870, cada 26 de abril se realizan las denominadas focaracci (plural de focaraccio, dialecto de Avezzano cuya traducción sería «gran hoguera») en todos los distritos de la ciudad. Las mismas consisten en hogueras encendidas en honor a la Madonna di Pietraquaria, teniendo una gran similitud con las hogueras encendidas con motivo del Beltanario; es costumbre que en torno a ellas se realicen pequeños conciertos de música y se entonen cánticos religiosos y populares. Según una leyenda, la tradición de las focaracci surgió a raíz de una disputa entre los habitantes de Avezzano y de Cese sobre quién merecía la protección de la Virgen. Desde la cima del monte Salviano la Madona se giró hacia Avezzano para contemplar las hogueras que los ciudadanos habían encendido con el fin de llamar su atención.
Antes del terremoto que asoló la zona en 1915, el día de los festejos en honor a la Virgen tenía lugar el concurso del Solco Dritto (Surco Recto), en el cual los granjeros locales se retaban unos a otros con el arado y los bueyes a trazar un surco desde la Plaza Torlonia hasta la pendiente del monte Salviano, determinando una comisión cuál era el mejor surco. Por su parte, con motivo de los festejos civiles de 1992 se organizó durante varios años la Corsa dei Fuochi (Carrera de los Fuegos): la misma consistía en una carrera en la que participaban numerosos equipos en representación de los distritos de Avezzano (quienes competían por la bandera de la ciudad) así como varios equipos de Marsica (los cuales luchaban por conseguir la bandera de Fucino).
Cada 27 de abril se celebran ceremonias religiosas, siendo la fecha reconocida como día festivo en Avezzano. Todos los años la estatua de la Virgen es llevada en procesión a lo largo del Via Crucis del monte Salviano hasta llegar a la Catedral de San Bartolomé, existiendo para ello dos rutas las cuales se alternan año tras año, en función de la confraternidad que organiza la ceremonia, mientras que en el mes de mayo, dedicado a la Virgen María, se mantiene la costumbre de procesionar a pie al amanecer hasta el Santuario de la Madona de Pietraquaria a través de los senderos del monte Salviano. Así mismo, cada 25 años o en fechas especiales se lleva a hombros el cuadro que representa a la Virgen y el Niño.
En 2017, la Madonna di Pietraquaria fue proclamada patrona de los corredores de Marsica.